# 内雷
内雷（法語：Néré，法語發音：[neʁe] ⓘ）是法国滨海夏朗德省的一个市镇，位于该省东部偏北，属于圣让当热利区。

## 地理
内雷（45°58'27"N, 0°14'8"W）面积29.97 平方千米，位于法国新阿基坦大区滨海夏朗德省，该省份为法国西部滨海省份，北起旺代省，西临大西洋，南至吉倫特省，东南接多爾多涅省，东北接德塞夫勒省接壤，东临夏朗德省。
与内雷接壤的市镇（或旧市镇、城区）包括：孔特雷、莱塞迪、勒日克、尼河畔卢瓦雷、罗马济耶尔、塞涅、维勒莫兰、维纳。

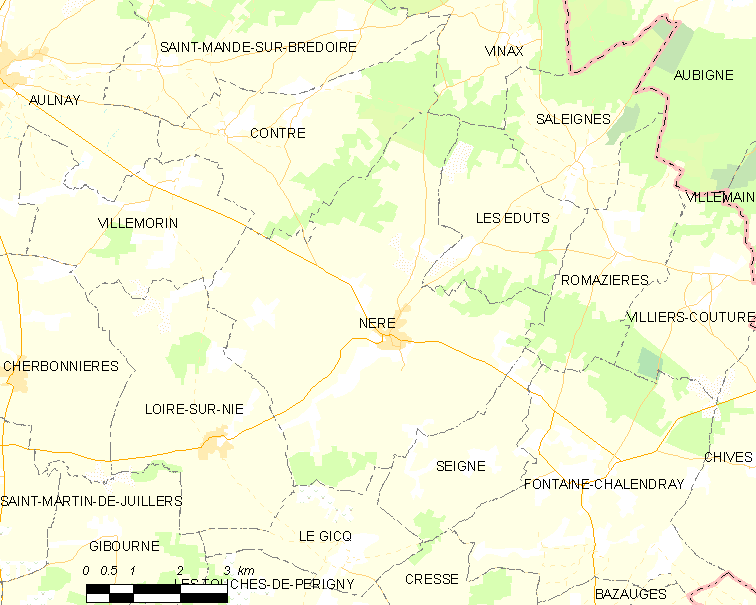
内雷的OSM定位图

内雷的时区为UTC+01:00、UTC+02:00（夏令时）。

## 行政
内雷的邮政编码为17510，INSEE市镇编码为17257。

## 政治
内雷所属的省级选区为马塔县。

## 人口

1962-2008年间内雷人口变化图示

内雷于2022年1月1日时的人口数量为667人。